# رضی‌آباد (کوهرنگ)
رضی‌آباد روستایی در دهستان شوراب تنگزی بخش مرکزی شهرستان کوهرنگ استان چهارمحال و بختیاری ایران است.

## جمعیت
بر پایه سرشماری عمومی نفوس و مسکن در سال ۱۳۹۵ جمعیت این مکان ۶۲ نفر (۱۱خانوار) بوده‌است.